# Piano (sang)
 For alternative betydninger, se Piano (flertydig). (Se også artikler, som begynder med Piano)
Piano er den første single af Karpe Diem i albummet Rett fra hjertet, udgivet 2. maj 2006. Musikvideoen kom ud lige efter.
Sangen var længe på den norske VG-lista.
CD-singlen har følgende numre:
1. «Piano» (3.43)
2. «Piano» Instrumental (3.43)
3. «Fake skjegg og leg» (3.59) (eksklusivt bonusnummer)